# Antti Niemi (football)
Pour les articles homonymes, voir Antti Niemi et Niemi.
Antti Mikko Niemi (né le 31 mai 1972 à Oulu en Finlande) est un ancien gardien de but finlandais de football. Il était considéré comme l'un des meilleurs gardiens de but finlandais.

## Biographie

### En club

#### Début de carrière
En 1991, il commence sa carrière avec le HJK Helsinki en Veikkausliiga, où il remporte une seule fois le championnat en 1992 et une coupe en 1993.
Après cinq saisons au HJK, il signe au Danemark et au FC Copenhague où il remporte deux coupes en 1995 et 1997. Puis en janvier 1997, il rejoint le club écossais des Glasgow Rangers. Il n'est jamais parvenu à être un titulaire indiscutable, toutefois les Rangers décident de le titulariser face au Celtic Glasgow, match où il encaissera cinq buts, et qu'il considérera comme le pire match de sa carrière. Après cela, il a été généralement mis en réserve par les Rangers. En 1999, il fut prêté au Charlton.
En 1999, il rejoint le Heart of Midlothian, où il resta trois saisons sans remporter le moindre titre. Il devient cependant l'un des gardiens les plus respectés en Écosse.

#### Southampton
Après trois excellentes saisons au Heart of Midlothian, Niemi signe pour Southampton, et plus tard devient l'un des meilleurs gardiens de but d'Angleterre.
Le 15 mars 2003, en fin de match et alors que le score est de 2-1 en faveur de Fulham au Loftus Road, Niemi monte pour le corner. La balle arrive devant lui, et il tire sur la transversale, ce qui a permis à Michael Svensson de faire une tête pour égaliser. Le match se termine avec un score de 2-2.
En 2003, il joue avec Southampton la finale de la Coupe d'Angleterre contre Arsenal. Puis Niemi se blesse au mollet après avoir reçu un ballon à la 64e minute du match et se fait remplacer par Paul Jones (en). Son club s'inclinera finalement 1-0. En 2005, Southampton est relégué en seconde division, et n'arrive pas à remonter dans la division supérieure.
En janvier 2006, Niemi décide de retourner en Premier League avec Fulham. Il devient rapidement un titulaire indiscutable.

#### Fulham
Antti Niemi est connu pour ses réflexes rapides et ses brillants arrêts. Il a acquis très rapidement une bonne réputation pour son équipe grâce à sa résistance à la pression face aux grandes équipes. Son principal défaut est un manque de régularité et un manque d'empressement à quitter la zone du goal, d'où l'absence de contrôle dans la zone de pénalty. Ceci a été démontré à plusieurs reprises à Craven Cottage, alors que lui et d'autres joueurs sont allés chercher la balle, ce qui a provoqué une fois un effroyable accident lors d'un match contre Watford.
Niemi annonce sa retraite en septembre 2008, à la suite d'une blessure au poignet.

#### Portsmouth Football Club
Il décide de reprendre du service à Portrsmouth en signant un contrat d'un an à l'âge de 37 ans. Paul Hart, le manager de Pompey, l'a convaincu. L'idée selon ses propres mots, est de stimuler David James (autrefois surnommé méchamment Calamity James) par une concurrence saine.

### Carrière internationale
Niemi a fait sa première apparition le 7 novembre 1992 contre Tunisie à Tunis. Il est considéré comme l'un des meilleurs gardiens de Finlande. En 2005, il prend la décision de prendre sa retraite internationale et laisse Jussi Jääskeläinen prendre les cages finlandaises. Il a fait 67 apparitions pour le compte de la Finlande.

### Palmarès
- Championnat de Finlande : 1992 avec le HJK Helsinki
- Coupe de Finlande : 1993 avec le HJK Helsinki
- Coupe du Danemark : 1995 et 1997 avec le FC Copenhague
- Coupe de la Ligue écossaise : 1998 avec les Glasgow Rangers
- Finaliste de la Coupe d'Écosse : 1998 avec les Glasgow Rangers
- Coupe d'Écosse : 1999 avec les Glasgow Rangers
- Finaliste de la Coupe d'Angleterre : 2003 avec Southampton

### Distinctions personnelles
- Élu meilleur joueur finlandais : 2003.
- Élu meilleur joueur de la saison avec Southampton : 2003-2004

### Vie personnelle
Antti Niemi est marié et a deux enfants.